# Dorothy Normanová
Dorothy Normanová (nepřechýleně Dorothy Norman; rozená Steckerová; 28. března 1905 Filadelfie – 12. dubna 1997 East Hampton) byla americká fotografka, spisovatelka, redaktorka, mecenáška umění a obhájkyně sociálních změn.

## Životopis
Narodila se jako Dorothy Steckerová ve Filadelfii v prominentní židovské rodině a od mládí se vzdělávala v umění a jazycích. Navštěvovala Smith College, poté přešla na Pensylvánskou univerzitu, kde zůstala od roku 1922 až do své svatby v roce 1925, kdy se provdala za Edwarda A. Normana, syna raného podnikatele firmy Sears & Roebuck. Žili v New Yorku, kde se Normanová aktivně podílela ve skupinách sociálního aktivismu: jako výzkumná pracovnice American Civil Liberties Union; s Planned Parenthood, National Urban League a Group Theatre. Mezitím spolu měli dvě děti, Andrewa a Nancy.

## Mecenáš umění a oddaný Stieglitz
Její život byl motivován „touhou pokročit v umění i akci“. Aktivně pěstovala zájem o lidi, kteří se zabývali buď uměleckou scénou, nebo snahou o zvýšení sociální spravedlnosti.  V této roli se seznámila s fotografem Alfredem Stieglitzem, který měl obrovský vliv na rodícím se poli umělecké fotografie, když se setkali v roce 1927. Ačkoli oba byli v té době provdáni – ona za Normana a on za moderní umělkyni Georgii O'Keeffe – vstoupili do dlouhodobého vztahu poté, co ji Stieglitz začal mentorovat. Jejich vztah pokračoval až do jeho smrti v roce 1946. Její manželství s Edwardem Normanem skončilo rozvodem v roce 1951.

## Fotografie
Normanová nikdy nepracovala jako profesionální fotografka; místo toho zachycovala snímky přátel, blízkých a prominentních osobností v umění a politice. Mezi lidi, které fotografovala, patřili Džaváharlál Néhrú, Indira Gándhíová, Thomas Mann (s manželkou Katiou nebo Katy), John Cage, Marcel Duchamp, Bernard Berenson, Albert Einstein, Theodore Dreiser, Elia Kazan, Lewis Mumford a Sherwood Anderson.
Fotografovala také speciální místa, stromy, přístavy, kostely a budovy. Detailně popsala interiér An American Place, Stieglitzovy poslední galerie, na fotografiích obsažených v knížce America and Alfred Stieglitz, A Collective Portrait, publikované v roce 1934. Vytvořila rozšířenou portrétní studii Stieglitze (ten na oplátku za to vytvořil podobnou studii Normanové). 
Fotografické dílo Normanové je známé svým jasným viděním, mistrovskou kombinací světla a stínování a tiskovými technikami profesionální kvality. 

## Sociální aktivismus
Během třicátých a čtyřicátých let, byla Normanová aktivní v různých liberálních kruzích, zvláště za občanská práva, vzdělání a nezávislost pro Indii; byla také sionistka. Aby upozornila na tyto případy, jako je rasová diskriminace v Americe, rozhodnutí Nejvyššího soudu a nacistická lékařská zvěrstva, napsala různé publikace. Byla zakládající členkou New York City's Liberal Party a členkou Americans for Democratic Action a sloužila ve správních radách jak New York Urban League, tak National Urban League.

## Spisovatelská kariéra
Normanová byl produktivní spisovatelka. Psala týdenní sloupek pro New York Post (1942–1949) a deset let (1938–1948) redigovala a vydávala časopis pro literární a sociální aktivisty Twice a Year, jehož přispěvateli byli Richard Wright, Albert Camus, Jean-Paul Sartre a Bertolt Brecht. Normanová volila provokativní aforismy současných i historických spisovatelů, mužských i ženských, a z různých kultur, aby doprovázely tematické skupiny fotografií v částech světové putovní výstavy MoMA Lidská rodina pro jejího kurátora Edwarda Steichena, a dlouholetého spolupracovníka Alfreda Stieglitze.
Napsala nebo upravila řadu knih, včetně Vybraných spisů Johna Marina (1949); Nehru: The First Sixty Years (1965), dvousvazková sbírka spisů indického vůdce; Alfred Stieglitz: Americký věštec (1970), první celovečerní biografie amerického modernisty; a Indira Gándhíová: Dopisy americkému příteli (1985). Její paměti, Encounters, byly zveřejněny v roce 1987. Napsala také knihu Duch Indie.